# Chacalluta (Arica)
Chacalluta o más conocida como Villa Frontera es una localidad ubicada en la comuna de Arica, Provincia de Arica, al extremo norte de la Región de Arica y Parinacota, en Chile.
Se encuentra en la ribera norte del río Lluta, a metros de la desembocadura del río al océano Pacífico junto a un estuario. Al norte del poblado se encuentra el Aeropuerto Internacional Chacalluta, en las inmediaciones de la frontera chileno-peruana.

## Demografía
El censo de población del año 2002 del Instituto Nacional de Estadísticas clasifica a Villa Frontera como aldea, compartiendo dicha categoría con San Miguel de Azapa siendo una de las pocas aldeas de la región.
| Coordenadas                                  | Localidad      | Categoría | Población (censo 2002) | Población masculina | Población femenina | Viviendas (censo 2002) |
| -------------------------------------------- | -------------- | --------- | ---------------------- | ------------------- | ------------------ | ---------------------- |
| 18°23′57″S 70°18′53″O / -18.39917, -70.31472 | Villa Frontera | Aldea     | 370                    | 206                 | 164                | 147                    |